# Carolina Navarro
Carolina Navarro Björk (Málaga, España, 26 de febrero de 1976) es una jugadora de pádel española que fue número 1 del ranking internacional (WPT), tras haber ganado en varias ocasiones consecutivas el Campeonato del Mundo de Pádel por parejas y por selecciones.
En 2022 disputó el Campeonato Mundial de Pádel de 2022 con la selección sueca.

## Trayectoria deportiva
Con 7 años comenzó a jugar al tenis, alcanzando en varias ocasiones la victoria del campeonato regional de Andalucía. A los 19 años, comenzó a jugar al pádel, y se graduó en Ciencias de la actividad física y del deporte por la Universidad Europea de Madrid, gracias a una beca.
En los años 2004 y 2006 sufrió dos lesiones de rodilla (roturas de ligamento cruzado anterior de ambas piernas, operadas por el doctor Walala Yera, en Valencia) que le impidieron asistir a importantes citas, como el mundial del año 2004 y media temporada del 2006.
En octubre de 2006, transcurridos tan solo 8 meses desde su intervención quirúrgica y tras un intenso periodo de rehabilitación, consiguió proclamarse campeona del mundo por parejas acompañada de su entonces compañera, Vicente Espinoza. 

## Palmarés
- Número 1 de la clasificación mundial de la World Padel Tour durante nueve años, cinco de ellos consecutivos.[5]
- 3 veces campeona del mundo por parejas.[7]
- 2 veces subcampeonas del mundo por parejas.[7]
- 4 veces campeona del mundo por selecciones.[7]
- 12 años campeona de España.[7]

## Premios y reconocimientos
- 2001 Medalla bronce de la Real Orden al Mérito deportivo entregada por SM Juan Carlos I.[8]
- 2005 Medalla de plata al mérito deportivo concedida por la Federación Española de Pádel.[8]
- 2013 Premio Otiñano a los Valores del Deporte.[9]
- 2015 Medalla de Oro de la Provincia de Málaga.[4]